# Autumn Records
Pour les articles homonymes, voir Autumn.
Autumn Records était une maison de disques de San Francisco, fondée en 1961,  par Tom Donahue et Bob Mitchell après qu'ils ont rencontré Sylvester Stewart (Sly Stone). Elle a connu le succès commercial avec Bobby Freeman et le groupe The Beau Brummels ainsi que The Great Society, un groupe qui a eu une carrière éphémère mais qui a enregistré la première version de Somebody to Love,  qui est devenu un succès avec Jefferson Airplane. Elle a aussi enregistré The Vejetables, Mojo Men  et Sly Stone lui-même. En 1965, elle devient la maison de disques phare des groupes  de la scène rock naissante de San Francisco comme The Charlatans et Grateful Dead qui auditionneraient pour la maison de disques mais ne signa pas de contrat.
Autumn Records a disparu dans les premiers mois de 1966 à la suite de problèmes financiers. Les contrats des groupes ont été vendus à la Warner Brothers.

## Discographie

### 45 tours
- 1963 : Come To Me / Let's Surf Again, Bobby Freeman
- 1964 : C'mon And Swim (Part 1) / C'mon And Swim (Part 2), Bobby Freeman
- 1964 : I Just learned How To Swim / Scat Swim, Sly Stewart
- 1964 : Autumn's Here / Draggin' The Main, The Upsetters
- 1964 : S-W-I-M / Little Old Heartbreaker Me, Bobby Freeman
- 1964 : In My Heart / Don't You Know, Rico And The Ravens
- 1964 : Jo Ann / Little One, The Spearmints
- 1964 : Laugh, Laugh / Still In Love With You Baby, The Beau Brummels
- 1965 : Friends / I'll Never Fall In Love Again, Bobby Freeman
- 1965 : Just A Little / They'll Make You Cry, The Beau Brummels
- 1965 : Off The Hook / Mama's Little Baby, The Mojo Men
- 1965 : Geisha Girl / He's Got You, The Dixies
- 1965 : Beneath The Willows / Sail Away, The Carousels
- 1965 : Buttermilk (Part 1) / Buttermilk (Part 2), Sly
- 1965 : I Still Love You / Anything, The Vejtables
- 1965 : You Tell Me Why / I Want You, The Beau Brummels
- 1965 : I Think It's Tim / Nobody But Me, Chosen Few
- 1965 : I've Been Dreaming / Pay Attention To Me, The Other Tikis
- 1965 : Dance With Me / Loneliest Boy In Town, The Mojo Men
- 1965 : Don't Talk To Strangers / In Good Time, The Beau Brummels
- 1965 : Just For You / This Is A Mean World, The Casualiers
- 1965 : Ain't It Babe / Then You Try, Charity Shayne
- 1965 : The Last Thing On My Mind / Mansions Of Tear, The Vejtables
- 1965 : Good Time Music / Sad Little Girl, The Beau Brummels
- 1965 : Cross My heart / The Duck, Bobby Freeman
- 1966 : Temptation Walk (Part 1) / Temptation Walk (Part 2), Sly
- 1966 : She's My Baby / Fire In My Heart, The Mojo Men
- 1966 : Bye Bye Bye / Lost My Love Today, The Other Tikis

### 45 Tours sur North Beach (label subsidiaire d'Autumn)
- 1966 : Someone To Love / Free Advice, The Great Society
- 1966 : El Jefe (The Chief) / The Corner Bullfight, Juarez
- 1966 : I Think It's Time / Nobody But Me, The Chose Few

### 45 tours sur Jest (label subsidiaire d'Autumn)
- 1965 : All Over Town / ?, The Au Go Gos

### Albums
- 1964 : KYA's Memories Of The Cow Palace, Artistes variés
- 1964 : C'Mon And Swim, Bobby Freeman
- 1965 : Introducing The Beau Brummels, The Beau Brummels
- 1965 : The Beau Brummels, Vol. 2, The Beau Brummels